# Communauté rurale de Ngohe
La communauté rurale de Ngohe est une communauté rurale du Sénégal située à l'ouest du pays. 
Elle fait partie de l'arrondissement de Ndoulo, du département de Diourbel et de la région de Diourbel.

## Population
Lors du dernier recensement, la CR comptait 20 697 personnes et 1 971 ménages.